# Abadía de Moutier-d'Ahun
La abadía de Moutier-d'Ahun (en francés L'Abbaye de Moutier-d'Ahun) es una abadía francesa que se encuentra ubicada en la comuna francesa de Moutier-d'Ahun, perteneciente al departamento de Creuse, en el centro del país.
La edificación que ha llegado hasta nosotros es en su mayor parte una construcción medieval, en estilo románico, en la variante cluniacense, aunque incluye también diversas partes más modernas, edificadas ya en estilo gótico. La abadía alberga por otra parte un buen número de tallas en madera, de estilo barroco.

## Historia de la abadía
En el año 997, en las proximidades de la antigua ciudad de Acitodunum (hoy Ahun, en el departamento de Creuse), Bosón II, conde de la Marca, fundó legalmente un monasterio, en presencia de su hermano Gaubert y de otros altos personajes de la región, entre los cuales cabe destacar al obispo de Limoges. El monasterio quedaba consagrado a María, madre de Dios, y quedaba bajo la regla de San Benito, en la variante reformada de la Orden de Cluny; todo ello según se desprende de un documento que figura en el cartulario de la abadía de Uzerche.
Dicho monasterio (o monasterium en latín), vio posteriormente afrancesado su nombre hacia moustier y, más tarde, evolucionó hacia moutier. El lugar pasó a ser conocido pues como Moutier d'Ahun y, tras la Revolución francesa, en 1790 pasó a dar nombre a la comuna que se creó con capitalidad en el pueblo nacido alrededor del monasterio, Moutier-d'Ahun.
Sin embargo, en la actualidad no sobreviven restos de esta época, ya que las partes más antiguas que nos han llegado corresponden ya al siglo XII, en pleno auge del arte románico en la región.
Probablemente como resultado de alguna devastación sufrida por las edificaciones monásticas durante la Guerra de los Cien Años, que afectó a muchos monumentos y localidades de la región, se tiene constancia de una profunda reconstrucción de la iglesia abacial a partir de 1489. En concreto, dicha reconstrucción afecta a la portada de la misma (reconstruida ya en estilo gótico), a la nave, al transepto y a una parte del coro.
En el año 1591, durante las Guerras de Religión de Francia, un grupo de soldados de la Liga Católica, a las órdenes de Toirac, señor de Maslaurent, se hicieron fuertes en el monasterio, con la intención de protegerse de los ataques de Foucauld de Saint-Germain Beaupré, quien en ese momento era el gobernador de La Marca en nombre del rey Enrique IV de Francia. Durante los violentos combates que se sucedieron, murió Foucauld, aunque fue vengado tres días después por su hijo que, tras sucederle en el mando de las tropas reales, persiguió a Toirac hasta su castillo de Maslaurent, para asesinarlo y exponer públicamente su cuerpo en la picota de  Saint-Germain Beaupré.
Durante esta lucha, el monasterio fue saqueado; tanto el edificio del monasterio como la iglesia abacial fueron incendiados, quedando en ruinas. La nave llegó a hundirse completamente. Como consecuencia del desastre, durante veinte años el lugar quedó completamente abandonado, sirviendo como fuente de aprovisionamiento de sillares y piedras labradas para quienes debían reconstruir sus viviendas, muy afectadas por los sucesos de la guerra, y ello no sólo en el pueblo de Ahun, sino en varios lugares más o menos cercanos.
Hacia los años 1610, se reinstalaron en el arruinado convento algunos monjes pertenecientes a la Orden de Cluny, aunque sometidos a la más antigua y estricta interpretación de la Regla de San Benito. Sus primeros tiempos en el lugar debieron ser muy duros, residiendo en el lugar en muy precarias condiciones de vida. No fue sino hasta el año 1612 cuando se puso en marcha una reconstrucción del conjunto de edificaciones monásticas. Dicha reconstrucción se extendió a lo largo de un amplio período: así, parece que los aspectos esenciales de la misma estaban finalizados hacia 1616-1619 pero, a la vez, el dormitorio para los monjes sólo estuvo concluido en una fecha tan tardía como 1648, lo que da idea de las dificultades a que deberían enfrentarse los monjes del restaurado convento en el período intermedio. De este modo se instala en el lugar una pequeña comunidad de monjes (nunca más llegó a superar el número de ocho monjes y dos novicios).
Durante los siglos XVII y XVIII, los monjes de la abadía inician un proceso de enfrentamientos con el abad de la misma. En esas fechas, en efecto, el nombramiento de abad era un privilegio del rey, con lo que tras ser nombrados, los abades no residían en los monasterios de los que, al menos nominalmente, eran responsables, sino que preferían residir en lugares dotados de mayores comodidades, a veces muy alejados del monasterio. Por lo demás, se limitaban a embolsarse las rentas percibidas por el monasterio, concediendo a los monjes que verdaderamente mantenían el lugar unas cantidades a todas luces insuficientes para asumir los costes de su manutención y las necesarias labores de mantenimiento, restauración o reconstrucción de los edificios.
Dichas disputas fueron objeto de largos y costosos procesos judiciales; puede decirse que no llegaron a extinguirse hasta la orden dada por el rey de Francia en 1788 de disolución en Francia de los monasterios de la Orden de Cluny que formasen parte de la línea rigorista de la Regla de San Benito, como era el caso de la abadía de Moutier-d'Ahun. A partir de ese momento, la puerta de la iglesia fue sellada, no permitiéndose su acceso a los monjes, que únicamente fueron autorizados a residir en los edificios conventuales.
Tras la Revolución francesa, ya en 1790, tanto el monasterio como las tierras de su propiedad fueron declarados como Bienes Nacionales, siendo objeto de venta en pública subasta.
Respecto de la iglesia abacial, tras la llamada reacción thermidoriana, que recondujo a la República francesa hacia posiciones políticas más favorables a la religión, y la llegada del régimen conocido como Directorio, pasó a quedar nuevamente abierta a su uso como edificio de culto religioso.
En 1844, la iglesia abacial pasó a ser oficialmente declarada como iglesia parroquial de la comuna de Moutier-d'Ahun. Por esas mismas fechas, los últimos vestigios de la nave de la abadía fueron arrasados; con posterioridad se han plantado tilos en los lugares en que se supone que antiguamente se hallaban emplazados los pilares del convento.

### Las tallas barrocas

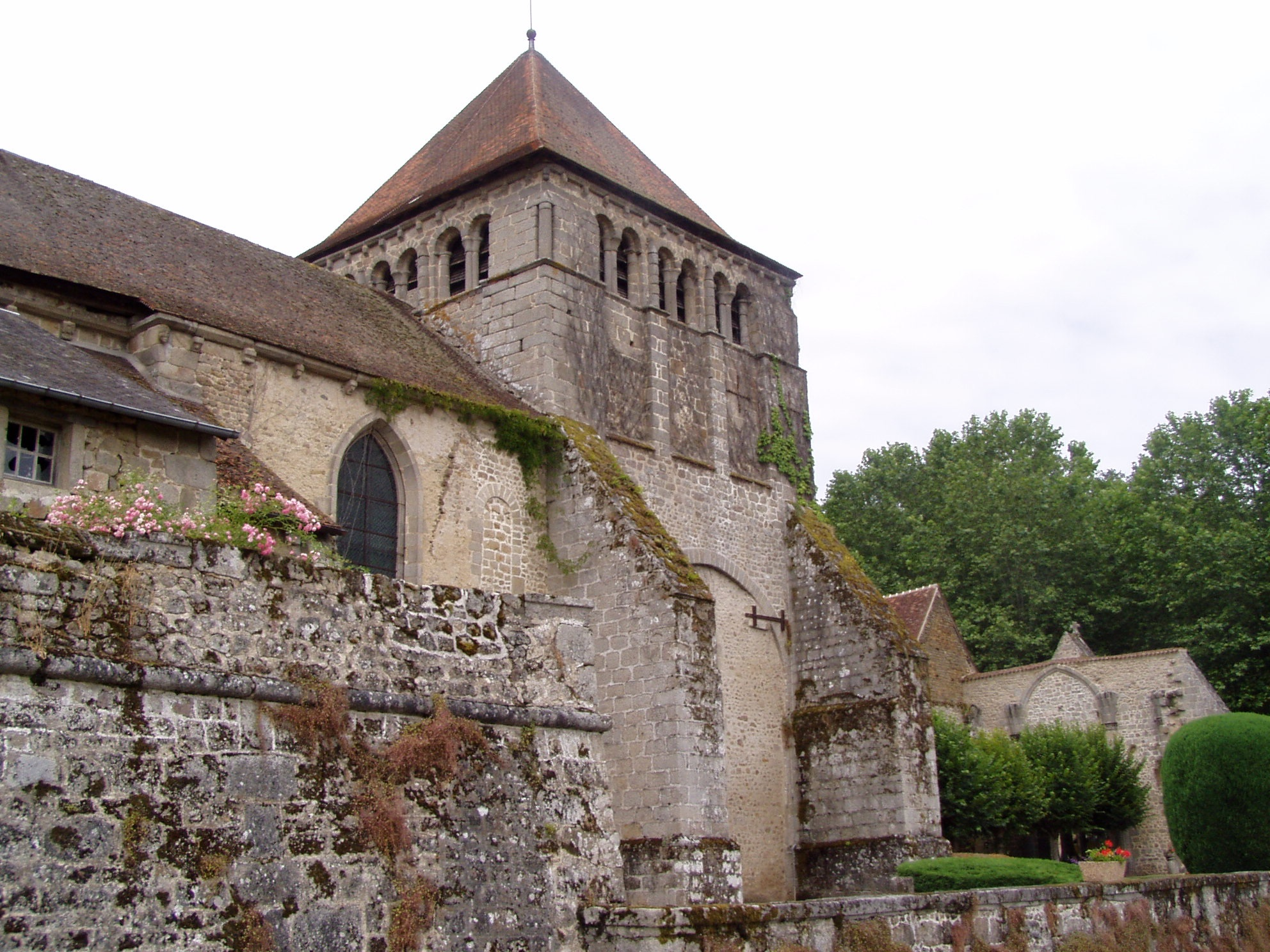
La abadía de Moutier-d'Ahun en la actualidad.

No obstante, más allá del posible interés artístico o histórico del monasterio y de su iglesia abacial, el motivo principal de su importancia radica en las magníficas obras en madera (tanto estatuas como boiseries u obras de carpintería) que la misma alberga, y que quedaron protegidas legalmente al ser declaradas como Monumento histórico de Francia, en la modalidad de monumento clasificado, ya desde 1889. Se trata de obras en madera de castaño o roble.
Encargadas por los monjes de la abadía, representados por los priores de la misma (Jean Le Moyne y luego Etienne Le Moyne, quienes fueron priores entre los años 1640 y 1694), las boiseries fueron ejecutadas en estilo barroca, a lo largo de dos campañas de trabajo (la primera en 1673-1674 y la segunda en 1678-1681), por el taller de un escultor de Auvernia, Simon Bouer, quien era originario de la localidad de Menat (actualmente Puy-de-Dôme).
De la primera de dichas campañas data el gran retablo de columnas torneadas, mientras que se tallaron durante la segunda campaña el resto del retablo, así como las decoraciones de las puertas de las capillas laterales del coro, y la sillería del coro (con 26 sillas talladas con una rica decoración a base de caras, motivos florales y animales fantásticos), el púlpito o un imponente lutrin o atril, sin olvidar una talla de Cristo.
Los monogramas de los religiosos que encargaron dichos trabajos han sido grabados en la parte inferior de cada elemento, en las partes delanteras, tanto derecha como izquierda.
En algún momento que no ha podido ser determinado con exactitud, pero que la tradición oral del lugar sitúa en el período correspondiente a la Revolución francesa, todos estos elementos en madera quedaron cubiertos con una capa de revestimiento de color blanco. Por ese motivo, en 1896 el departamento de Bellas Artes de la Administración francesa trató de decapar la madera (es decir, de eliminar dicha capa), aunque sin tener éxito en el intento. El mérito de la limpieza de dicha capa le corresponde al abad Victor-Julien Malapert, sacerdote de Moutier-d'Ahun entre 1904 y 1963, que consagró su vida a devolver las boiseries a su estado original, para lo que recibió la ayuda de los niños que estudiaban la catequesis, según afirman en el lugar. Posteriormente, y a lo largo de tres lustros, se efectuó una nueva limpieza de la superficie, acompañada de un tratamiento protector de la madera.

### Como escenografía
En razón de la idoneidad escénica del lugar, el director cinematográfico Alain Corneau rodó allí algunas escenas de su película Todas las mañanas del mundo, que retrata la vida del músico y compositor Marin Marais (1656-1728), con la intervención de los actores Jean-Pierre Marielle y Gérard Depardieu.
La abadía de Moutier d'Ahun fue objeto de un homenaje filatélico por parte de la Administración francesa, con motivo de su milenario.